# Recaș
Recaș (węg. Temesrékas) – miasto w Rumunii; w okręgu Temesz. Liczy 8 560 mieszkańców (2002).